# لاين بورغس
لاين بورغس (بالإنجليزية: Iain Burgess)‏ هو منتج أسطوانات وملحن ومهندس الصوت ومهندس بريطاني، ولد في 24 نوفمبر 1953 في وايمث في المملكة المتحدة، وتوفي في 11 فبراير 2010 في فرنسا بسبب انصمام رئوي.

## وصلات خارجية
- الموقع الرسمي
- لاين بورغس على موقع ميوزك برينز (الإنجليزية)
- لاين بورغس على موقع ديسكوغز (الإنجليزية)